# Denkmalbehörde
Denkmalbehörde ist die zusammenfassende Bezeichnung für die verschiedenen staatlichen und kommunalen Dienststellen, die sich mit Denkmalschutz und Denkmalpflege befassen.

## Deutschland
Schutz und Pflege der Kulturdenkmale in Deutschland unterliegen der Kulturhoheit der Länder; daher hat jedes Bundesland sein eigenes Denkmalschutzgesetz erlassen. Diese 16 Denkmalschutzgesetze regeln auch die Aufgaben und Zuständigkeiten der Denkmalbehörden. Die Landesgesetze unterscheiden meistens zwischen Denkmalschutzbehörden und Denkmalfachbehörden.

### Denkmalschutzbehörde
Denkmalschutzbehörden sind Vollzugsbehörden, die Entscheidungen darüber treffen, ob und wie ein Kulturdenkmal instand gesetzt oder in seinem Aussehen verändert werden darf oder ob es ggf. umgestaltet,  transloziert oder zerstört werden darf. Denkmalschutzbehörden sind in den hierarchischen staatlichen Verwaltungsaufbau eingegliedert und haben in der Regel einen zwei-stufigen Aufbau (untere und oberste Denkmalschutzbehörde) oder einen dreistufigen Aufbau (untere, obere und oberste Denkmalschutzbehörde). Die oberste Denkmalschutzbehörde ist immer das zuständige Landesministerium, die obere Behörde in der Regel das Regierungspräsidium oder die Bezirksregierung, die untere Denkmalschutzbehörde ist bei einer kommunalen Körperschaft angesiedelt, in der Regel bei einem Landkreis, einer Kreisfreien Stadt oder einer Gemeinde.
In den Stadtstaaten Hamburg und Bremen sowie im Saarland gibt es abweichende Regelungen.

### Denkmalfachbehörde
In den meisten Bundesländern gibt es ein Landesamt für Denkmalpflege, zum Teil mit dieser, zum Teil mit leicht abweichender Bezeichnung, dessen Leitung dem Landeskonservator obliegt. Es handelt sich um Fachbehörden, die außerhalb der Hierarchie der Vollzugsbehörden stehen und dem jeweiligen Ministerium direkt nachgeordnet sind. Die Denkmalfachbehörden sind funktional Pools von Fachleuten der Denkmalpflege und halten auch Archive und Sammlungen der Denkmalpflege vor. Sie beraten Denkmaleigentümer und Denkmalschutzbehörden bei deren Entscheidungen. Das Maß der ihnen zugestandenen Einflussnahme auf denkmalrechtliche Entscheidungen ist je nach Bundesland unterschiedlich und reicht von reiner Beratung bis dahin, dass die Denkmalschutzbehörde nur im Benehmen oder Einvernehmen mit der Fachbehörde entscheiden darf.
In den meisten Bundesländern gibt es nur eine einheitliche Denkmalfachbehörde für alle Bereiche der Denkmalpflege. Früher gab es in einigen Bundesländern getrennte Fachbehörden für die Boden- und Bau- und Kunstdenkmalpflege.
In Nordrhein-Westfalen sind die Denkmalfachbehörden bei den Landschaftsverbänden und der Stadt Köln angesiedelt.
Zusammenschlüsse der Denkmalfachbehörden sind die Vereinigung der Landesdenkmalpfleger in der Bundesrepublik Deutschland und der Verband der Landesarchäologen. Diese beiden Dachorganisationen haben ihrerseits keinen Behördencharakter, sondern dienen als eingetragene Vereine dem fachlichen Austausch und der Erarbeitung von übergreifenden Standards und Empfehlungen. 

### Zuständigkeiten
Für denkmalrechtliche Genehmigungen zu Maßnahmen an den Kulturdenkmalen zuständig ist in der Regel zunächst immer die örtliche Untere Denkmalschutzbehörde. Für Kulturdenkmäler in Staatseigentum, im Eigentum der Kirchen und für Bodendenkmäler sowie für die großen Kirchen gibt es in einigen Bundesländern Sonderregelungen.
Für die landesweite Erfassung der Kulturdenkmale ist in der Regel die jeweilige Fachbehörde zuständig, welche die Denkmallisten (Denkmalverzeichnisse) führt.

## Österreich
Die Denkmalschutzbehörde Österreichs ist das Bundesdenkmalamt als nachgeordnete Dienststelle des Bundesministeriums für Unterricht, Kunst und Kultur. Auf Länderebene arbeiten neun Landeskonservatorate des Bundesdenkmalamtes.
Daneben ist der Denkmalbeirat in beratender Funktion tätig.

## Schweiz
Heimatschutz und Denkmalpflege obliegen Bund und Kantonen. Auf Bundesebene ist die Eidgenössische Kommission für Denkmalpflege (EKD) oberstes Gremium und dem Bundesamt für Kultur im Eidgenössischen Departement des Innern angegliedert. In den Kantonen sind die Denkmalpflegen Amtsstellen, die einem Departement der Kantonsregierung unterstellt sind. Je nach Kanton sind Fachkommissionen und -gremien bestellt (z. B. Denkmalrat, Stadt- und Dorfbildkommission).
Der in kantonale Sektionen gegliederte Schweizer Heimatschutz ist ein privater Verein, der sich vor allem im Bereich von Bauten für das kulturelle Erbe engagiert.

## Tschechische Republik
Im Jahr 2003 wurde in der Tschechischen Republik die Národní památkový ústav (NPÚ, deutsch: Nationaldenkmalbehörde) gegründet. Sie ging aus der 1958 entstandenen Státní ústav památkové péče a ochrany přírody (deutsch: Staatliche Behörde zur Sorge für Denkmäler und zum Schutz der Natur) hervor. Die NPÚ ist eine Fachbehörde, deren Aufgabe der Denkmalschutz in der Tschechischen Republik ist.
Schon 1987 wurde die Ústřední seznam kulturních památek České republiky (ÚSKP, deutsch: Zentrale Liste der Kulturdenkmäler in der Tschechischen Republik) geschaffen, die von der NPÚ gepflegt und geführt wird. Diese Liste stellt Informationen über die Kulturdenkmäler in der Tschechischen Republik auch online in digitalisierter Form zur Verfügung. Über das Internetportal MomunNet kann wahlweise nach kraj (Landesteil) oder okres (Kreis) nach den verzeichneten Kulturdenkmälern gesucht werden. Die aus der Suche gewonnenen Informationen können ausgedruckt oder in ein Tabellenkalkulationsprogramm exportiert werden.